# Basílica de Santa María del Carmen (Florencia)

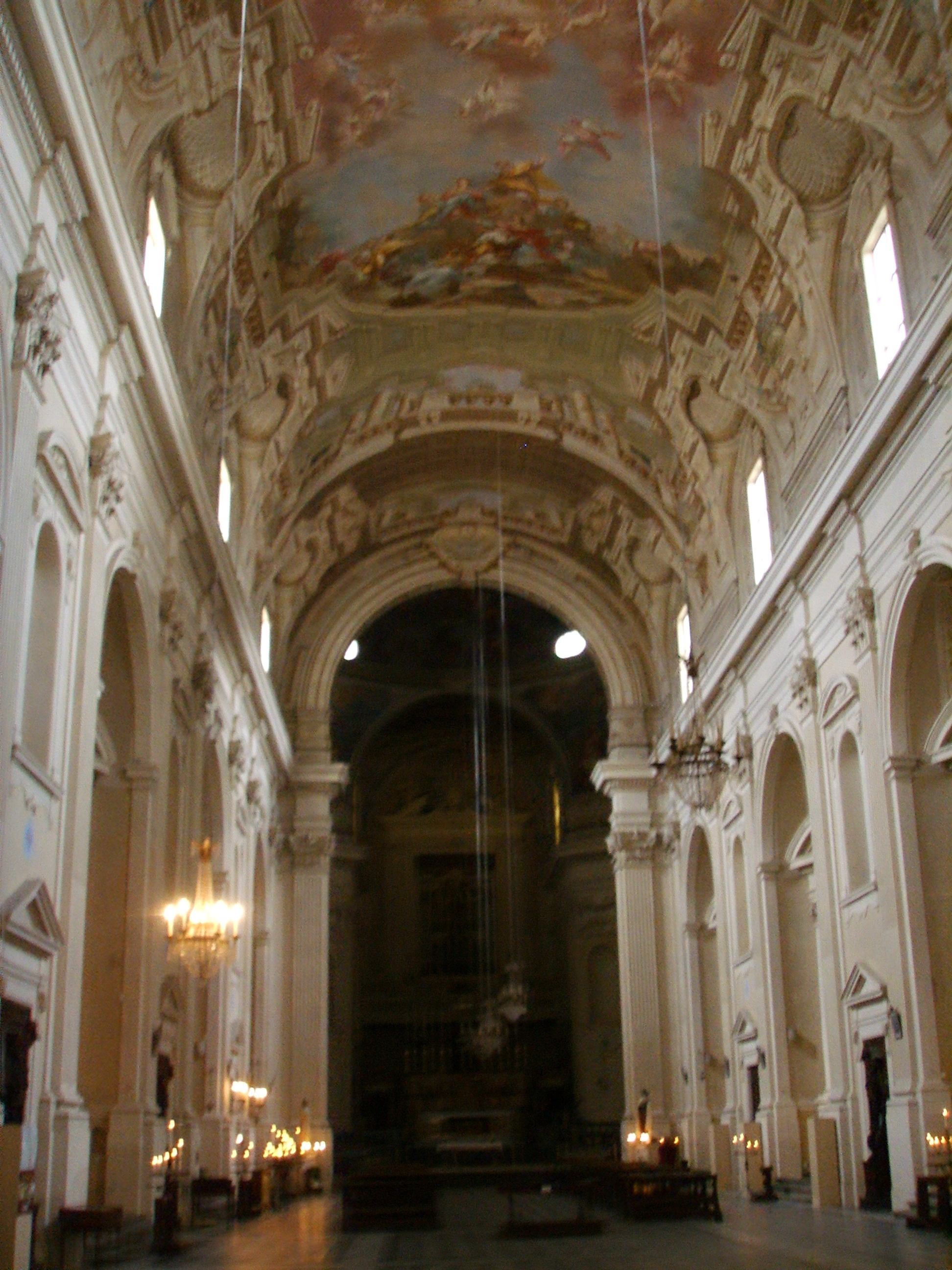
Interior.

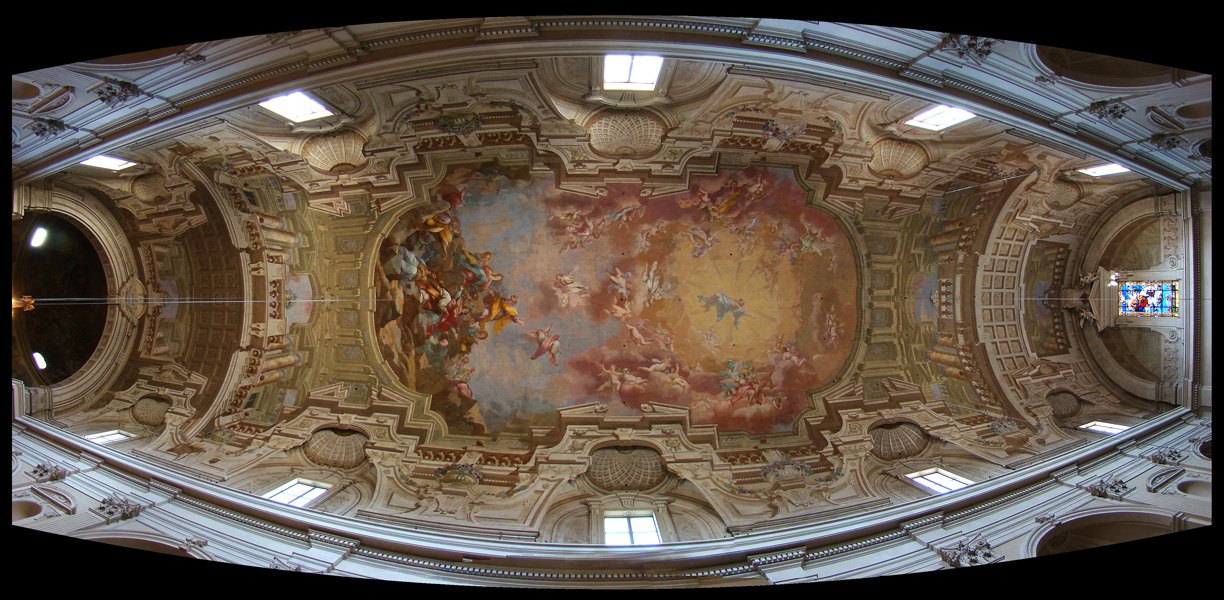
Bóveda pintada de Domenico Stagi

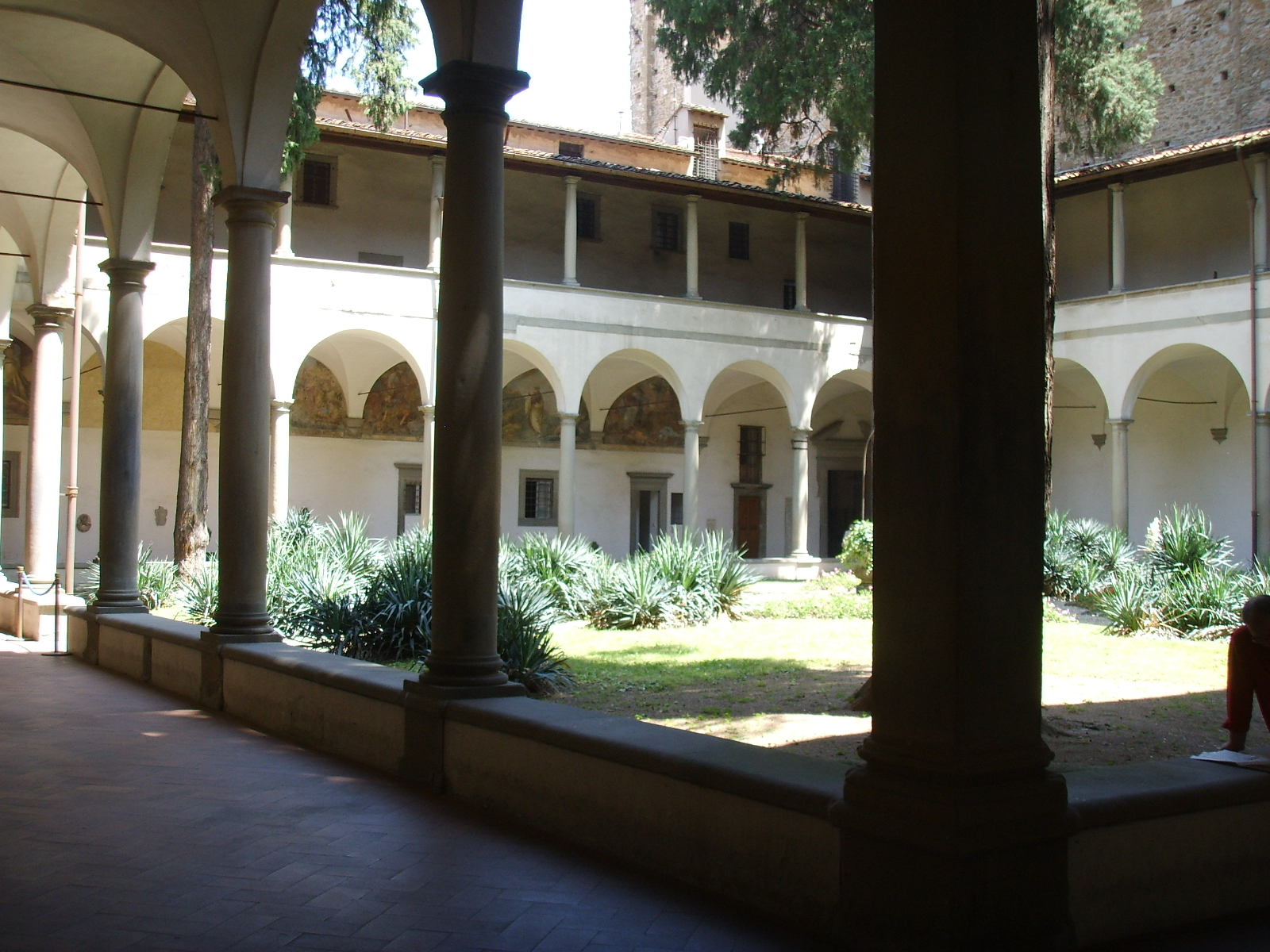
Convento.

La Iglesia de Santa María del Carmine, en Florencia domina la plaza homónima, en el barrio de Oltrarno. Es famosa por albergar una de las obras maestras del arte renacentista: la capilla Brancacci, decorada por Masaccio y Masolino finalizando las labores Filippino Lippi.

## Perfil histórico-artístico
La iglesia surge en 1268 como parte de un convento carmelita aún existente. De esa época quedan visibles algunos restos románico-góticos. El complejo fue ampliado en una primera ocasión en 1328, cuando el gobierno de la ciudad concedió a los frailes el uso de unos terrenos anexos, y, posteriormente, en 1464 con el añadido de la sala capitular y del refectorio. Los trabajos finalizaron en 1476, quedando finalmente establecida la edificación de planta de cruz latina con una única nave.
En 1771 fue víctima de un incendio que destruyó casi por completo su interior, salvándose milagrosamente la capilla Brancacci. La fachada permanece inconclusa, como el de otras muchas iglesias florentinas. El incendio no afectó tampoco a la antigua sacristía, que aún conserva la pintura Las Historias de Santa Cecilia, atribuida a Lippo D'Andrea (alrededor de 1400). También se salvó el monumento fúnebre de Piero Soderini, obra de Benedetto da Rovezzano, situado en el interior del coro, junto al altar mayor.
La familia Corsini, una de las más ricas de la ciudad en el siglo XVIII, mandó edificar una capilla dedicada a un santo de su familia, san Andrea Corsini (1301-1374), canonizado en 1629. Se llamó al arquitecto Pier Francesco Silvani que eligió el estilo barroco, de moda entonces en Roma, realizando una de las mejores muestras de ese estilo que quedan en la ciudad de Florencia. Luca Giordano se encargó en 1682 de decorar al fresco la cúpula de la capilla con escenas de La Gloria de San Andrea Corsini.

## El convento
El amplio complejo fue objeto también de numerosas destrucciones, incendios, reconstrucciones, bombardeos, sufriendo incluso una inundación en 1966. No obstante conserva en su interior numerosas obras de arte, sobre todo frescos, destacando entre ellos El otorgamiento de la Regla del Carmelo, obra de Filippo Lippi, y el cenáculo, realizado por Alessandro Allori. Hay también numerosos fragmentos de frescos provenientes de las capillas de la antigua iglesia, atribuidos, entre otros, a Pietro Nelli. El refectorio está decorado con la obra a cena en casa de Simón, obra de Juan Bautista Vanni (alrededor de 1645).
El convento es visitable, al igual que la capilla Brancacci, a la que se accede por un lateral del mismo, no pudiéndose acceder a ella desde la misma iglesia.

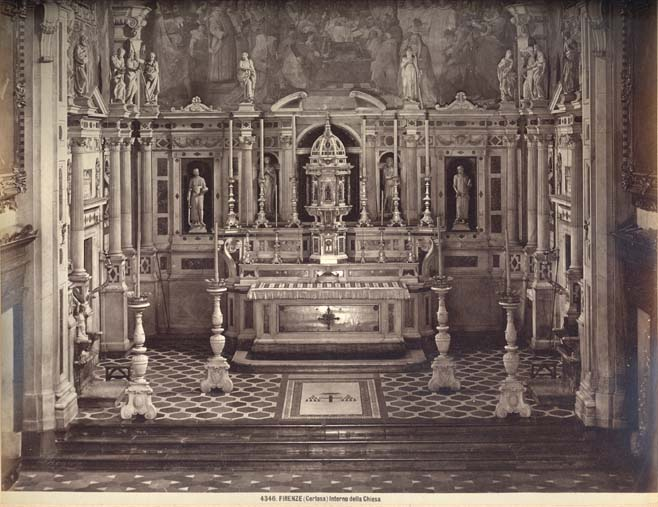
El altar mayor de Giacomo Brogi (1822-1881).
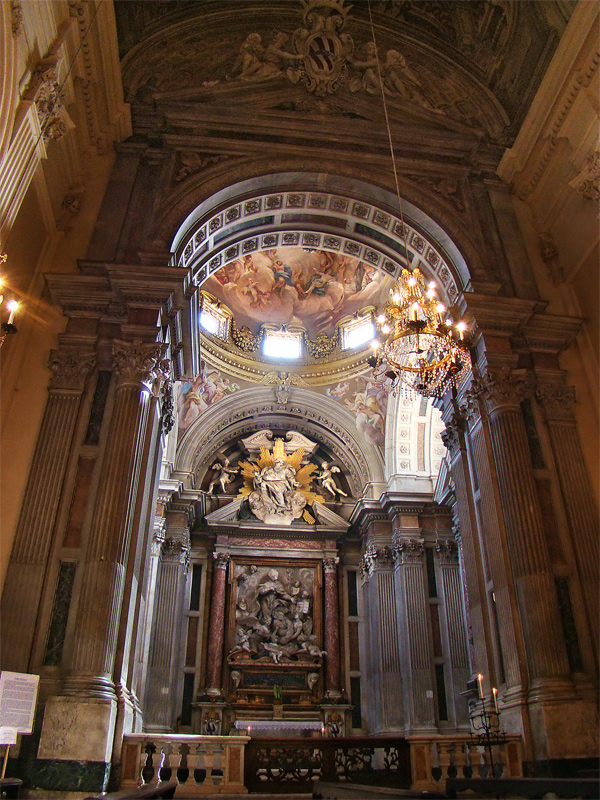
La capilla Corsini
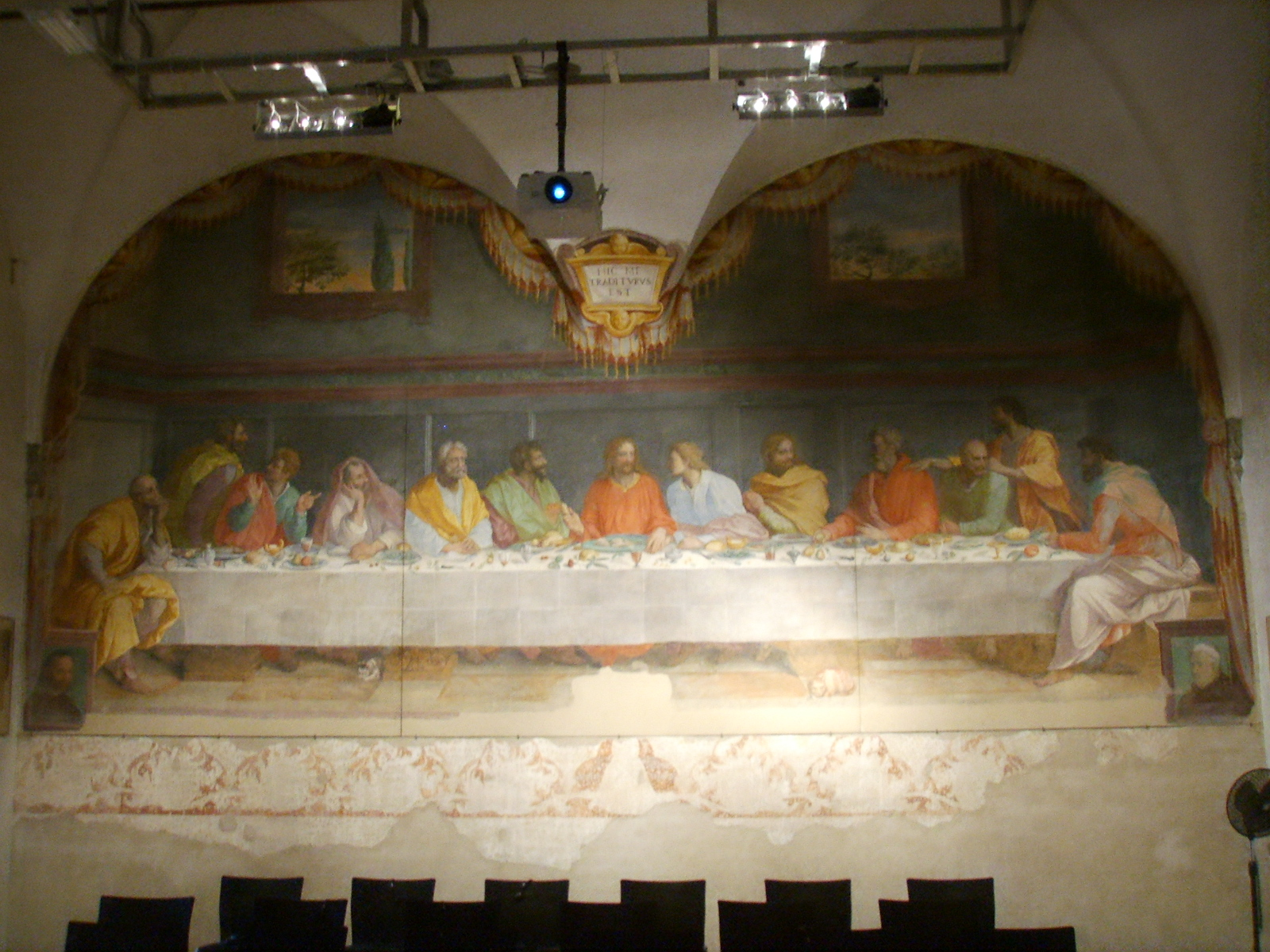
La Cène, de Alessandro Allori, en el refectorio.
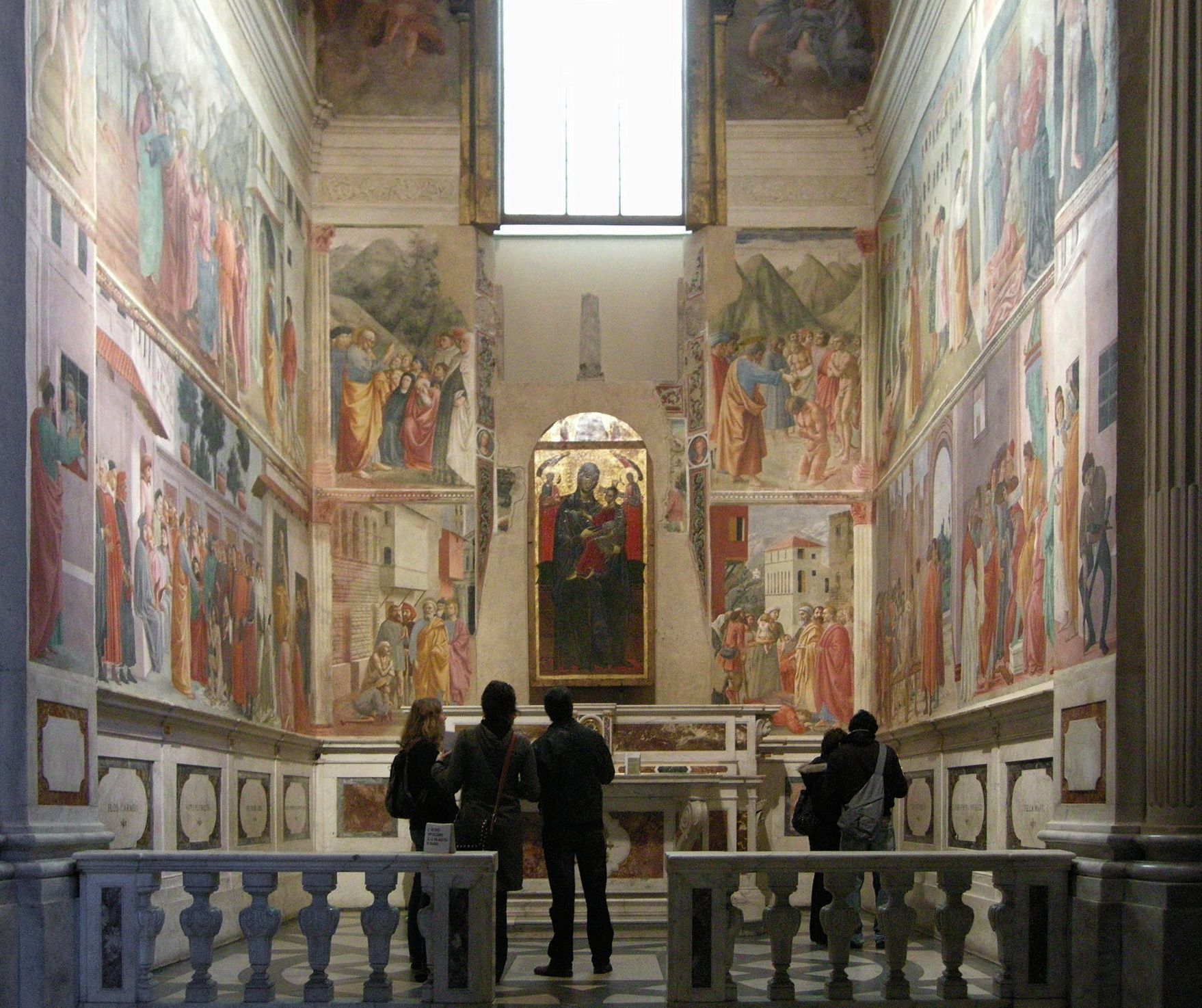
La capilla Brancacci.

Algunos frescos de la capilla Brancacci
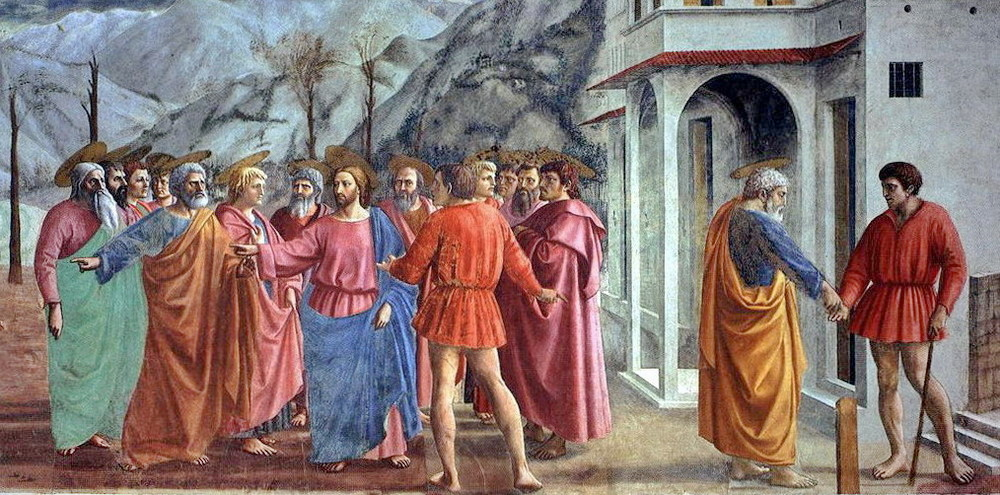
Paiement du Tribut de Masaccio.
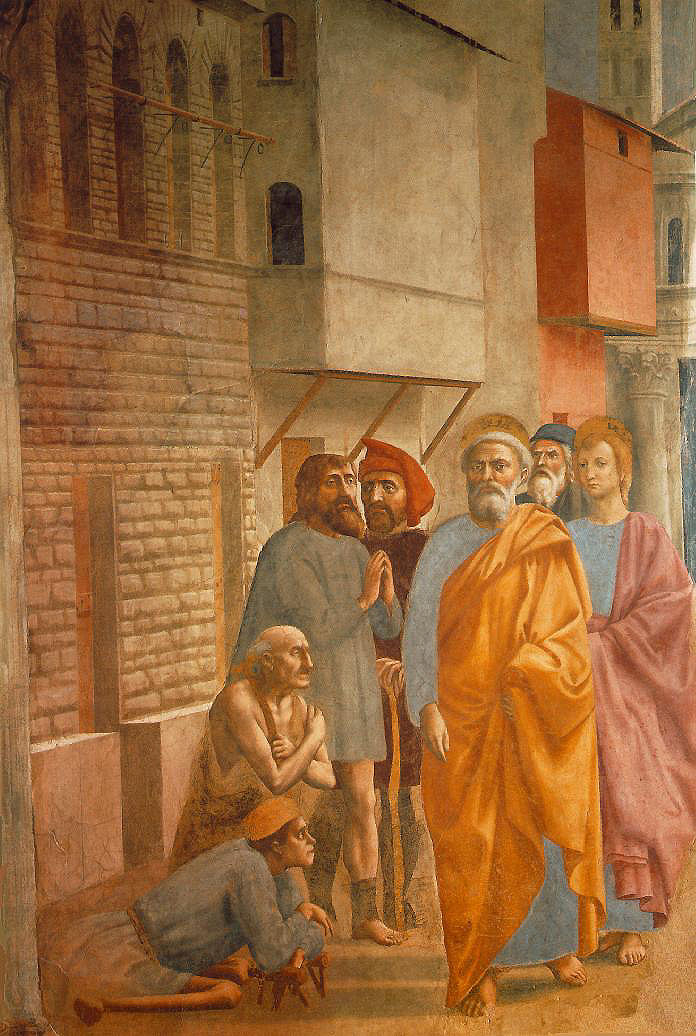
l'Ombre de saint Pierre... de  Masaccio.
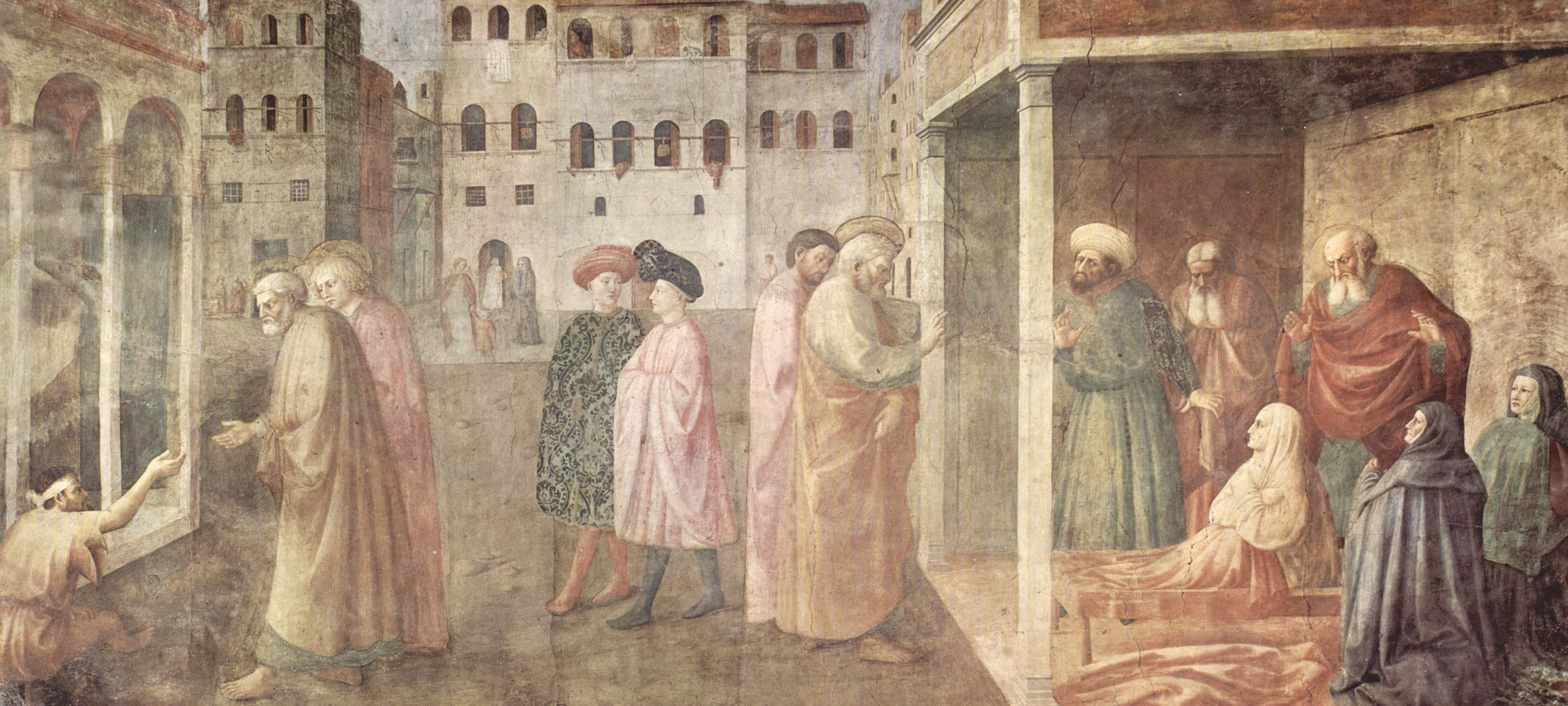
Masolino y Masaccio.
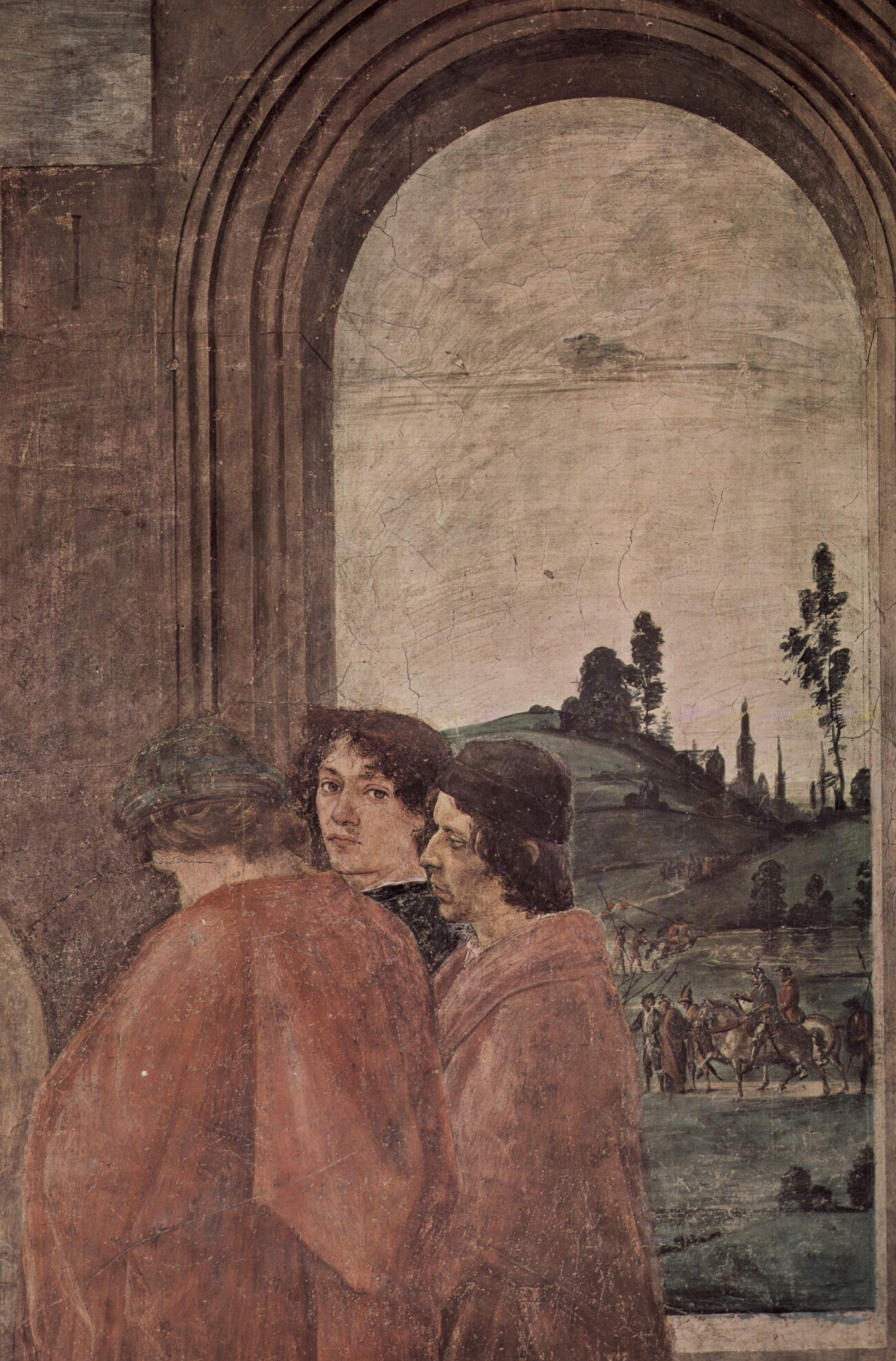
Filippino Lippi.